# Tugendkreuzigung

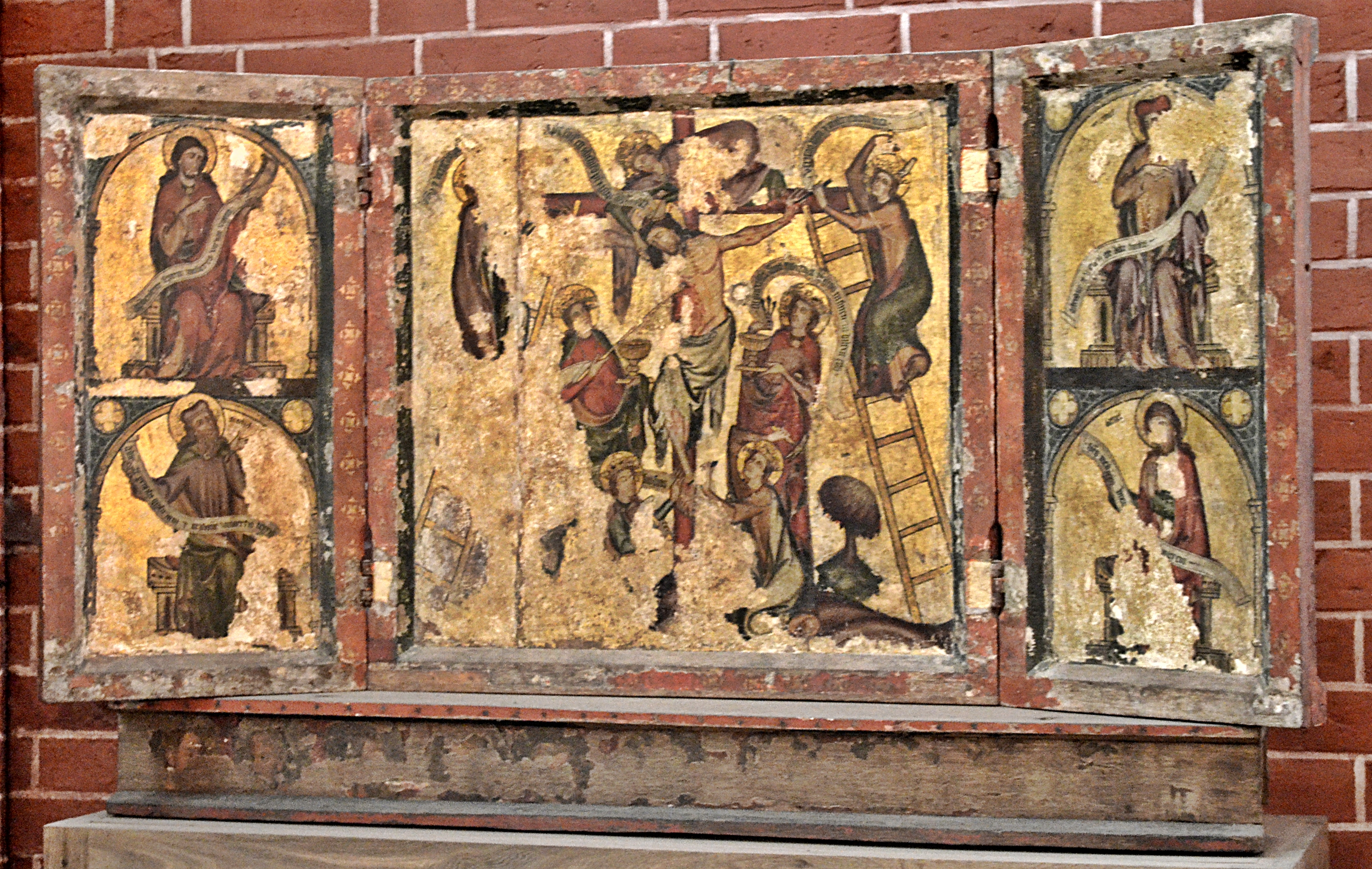
Retabel mit der Kreuzigung Christi durch die Tugenden im Doberaner Münster

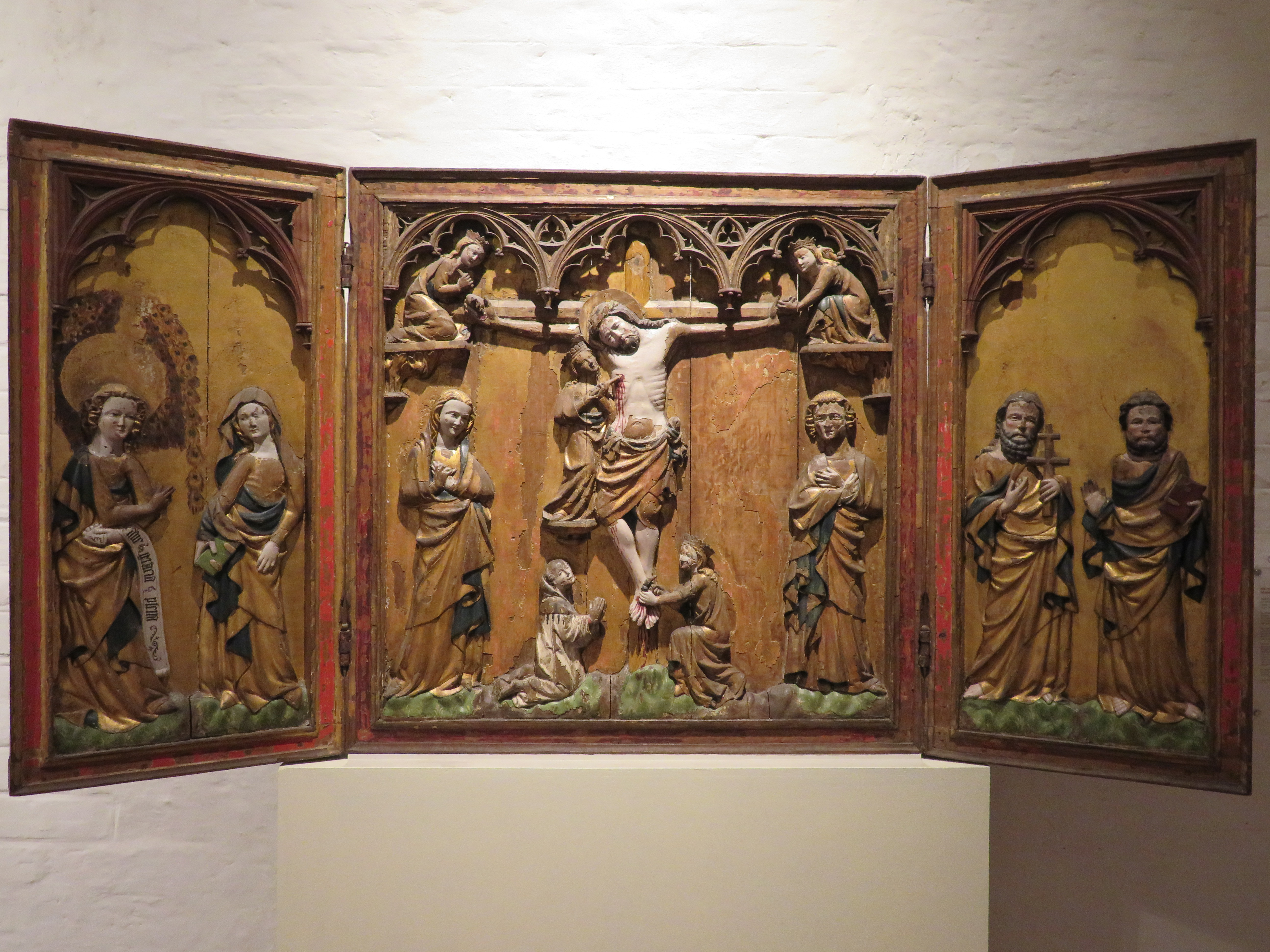
Warendorp-Altar aus dem Lübecker Dom, heute im St.-Annen-Museum

Unter Tugendkreuzigung wird in der christlichen Ikonografie die Kreuzigung Christi durch vier oder durch mehrere personifizierte Tugenden verstanden. Beispiele sind das um 1340 geschaffene Retabel im Doberaner Münster und der etwa gleichzeitige Lübecker Warendorp-Altar.
Die Allegorie geht zurück auf eine Osterpredigt Bernhard von Clairvaux’, der prägenden Gestalt des Zisterzienserordens:

„Das Kreuz wird zum Siegeszeichen durch die Tugenden des Gehorsams, der Geduld, Demut und Liebe, die Christus am Kreuz bewies.“

 Die Bedeutung ist somit: Christus stirbt durch seine guten Eigenschaften, durch seine Tugenden, die in der Welt nicht anerkannt sind und ihn ans Kreuz bringen. Der Tod Jesu zur Erlösung und Vergebung von Schuld ermöglicht nach christlichem Verständnis individuell ein neues, tugendhaftes Leben nach dem Beispiel Jesu, gesellschaftlich den Anfang des Reiches Gottes.
Weltweit sind nur 25 Darstellungen der Kreuzigung Christi durch Tugenden bekannt. Fünf davon befinden sich in Zisterzienser-Klöstern, u. a. als Glasmalereien oder als Schnitzereien im Chorgestühl.